# 萊恩巴赫河
47°41′42.07″N 11°22′8.08″E / 47.6950194°N 11.3689111°E

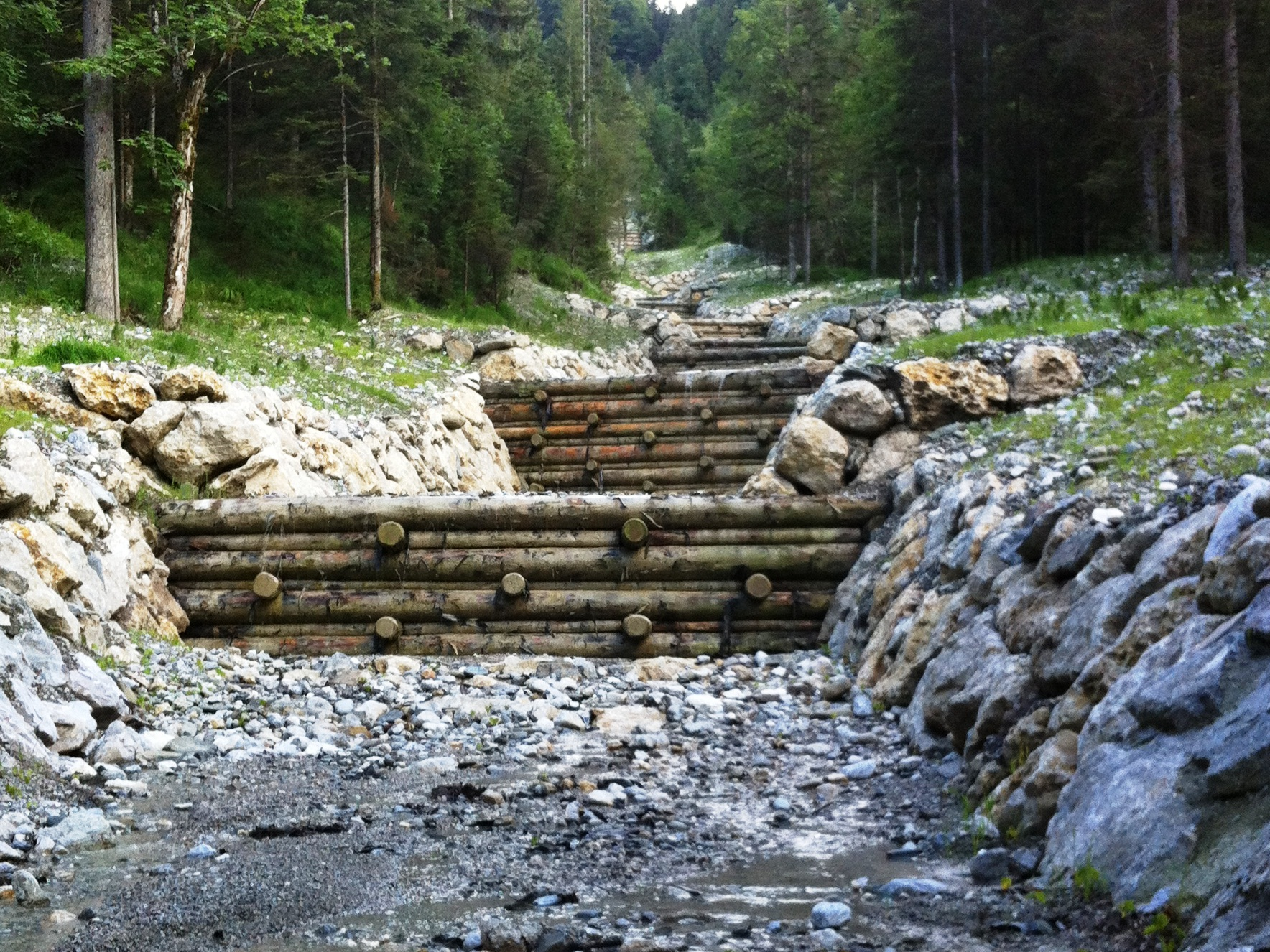

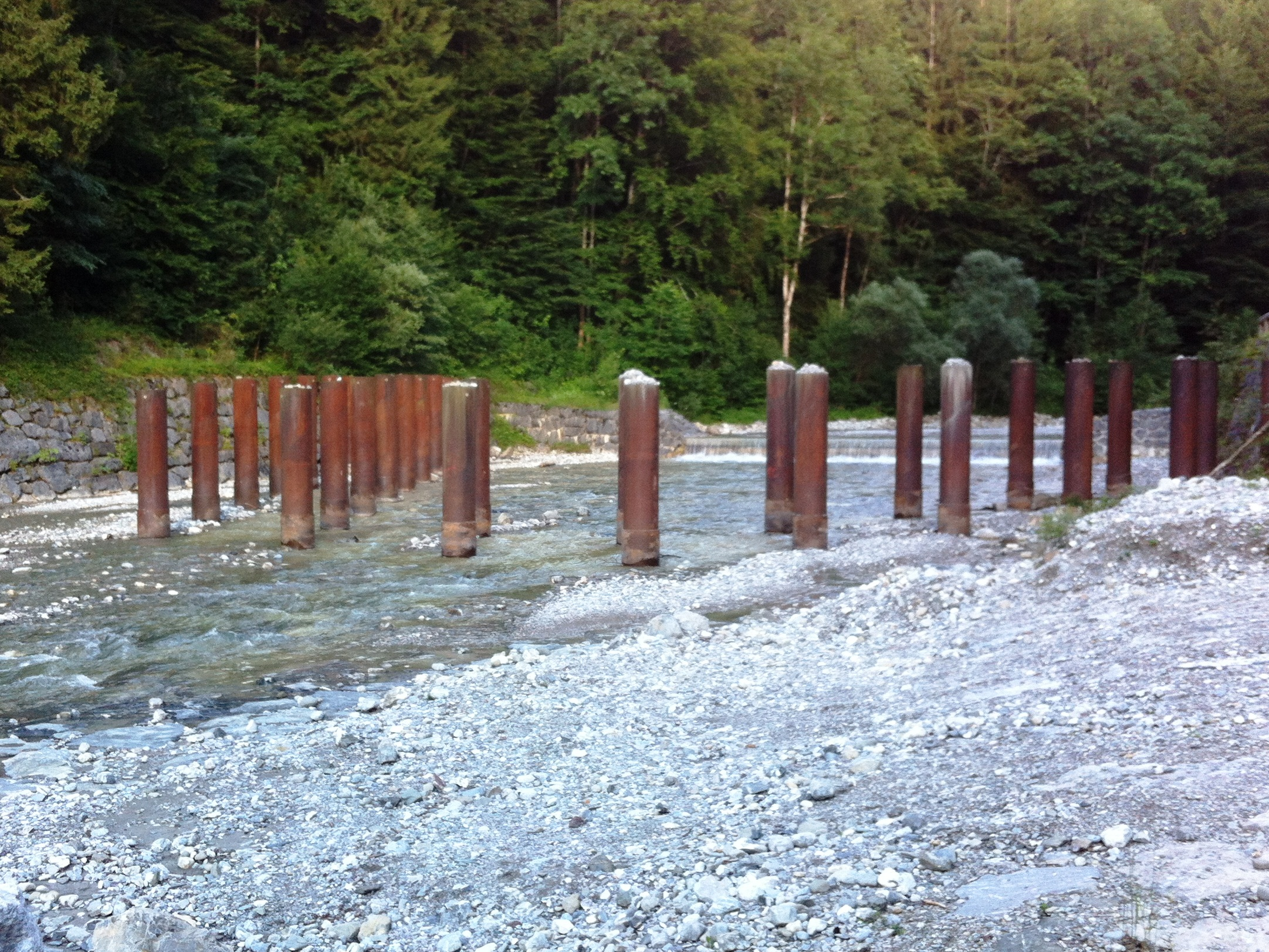

萊恩巴赫河（德語：Lainbach），是德國的河流，位於該國東南部，由巴伐利亞負責管轄，屬於洛伊薩赫河的右支流，河道全長13公里，流域面積30.8平方公里。